# Кендзёр, Ярослав Михайлович
Яросла́в Миха́йлович Кендзёр (род. 12 июля 1941, село Солонка, Львовская область) — украинский государственный деятель, депутат Верховной Рады Украины I (1990—1994), II (1994—1998), III (1999—2002), IV (2002—2006), V (2006—2007), VI (2007—2012) созывов.

## Биография
Родился 12 июля 1941 года в селе Солонка Львовской области в крестьянской семье.
После окончания ПТУ проходил службу в рядах Советской Армии.
В 1963 году поступил на факультет журналистики Львовского государственного университета имени Ивана Франко.
В мае 1966 года был отчислен из Львовского университета и из членов КПУ за контакты с «диссидентами» — И.Светличным, В.Черноволом и др. Не имея работы по специальности, прибегал к случайным заработкам.
С 1968 года — инструктор облсовета по спорту ДСО «Авангард».
В 1968—1972 и 1974—1976 годах учился на заочном отделении Львовского института физической культуры.
В 1970 году вовлечён В. Черноволом к изданию нелегального журнала «Украинский вестник».
В 1972 году лишён работы и отчислен из института; работал слесарем по ремонту трансформаторов «Сельэнерго».
С 1974 года — на предыдущей работе в ДСО «Авангард» и в институте.
Был членом совета областного филиала Украинской Хельсинкской группы (УХГ), член пресс-служб УХГ, НРУ, «Мемориала».
С сентября 1998 по 1999 год — главный редактор газеты «Час».

## Государственная деятельность
18 марта 1990 года был избран депутатом Верховной Рады Украины I созыва от Сокальского избирательного округа № 278 (Львовская область). В парламенте занимал должность заместителя председателя Комиссии по вопросам культуры и духовного возрождения. Входил в Народную Раду, фракцию НРУ.
Весной 1994 года был избран депутатом Верховной Рады Украины II созыва от Сокальского избирательного округа № 280 (Львовская область). Председатель подкомитета по делам религий и межконфессиональных отношений Комитета по вопросам культуры и духовности. Член фракции НРУ.
29 марта 1998 года был избран депутатом Верховной Рады Украины III созыва по многомандатному общегосударственному округу от Народного Руха Украины (№ 44 в списке). Член фракции НРУ. Член Комитета по вопросам культуры и духовности.
31 марта 2002 года был избран депутатом Верховной Рады Украины IV созыва по многомандатному общегосударственному округу от избирательного блока политических партий "Блок Виктора Ющенко «Наша Украина» (№ 48 в списке). Член фракции «Наша Украина» (май 2002 — сентябрь 2005), уполномоченный представитель фракции НРУ (сентября 2005 — май 2006). Член Комитета по вопросам культуры и духовности.
26 марта 2006 года был избран депутатом Верховной Рады Украины V созыва по многомандатному общегосударственному округу от Блока «Наша Украина» (№ 59 в списке). Член фракции Блока «Наша Украина». Председатель подкомитета по делам религий Комитета по вопросам культуры и духовности. Досрочно сложил депутатские полномочия 15 июня 2007 года.
30 сентября 2007 года был избран депутатом Верховной Рады Украины VI созыва по многомандатному общегосударственному округу от блока «Наша Украина — Народная самооборона» (№ 78 в списке). Член фракции Блока «Наша Украина — Народная самооборона». Заместитель председателя Комитета по вопросам культуры и духовности.

## Семья
Супруга: сотрудник физико-механического института НАНУ
Дочь: Соломия (1968)
Сын: Остап (1983)

## Награды
- Орден князя Ярослава Мудрого V степени (30.09.2006)[2].
- Орден князя Ярослава Мудрого IV степени (18.11.2009)[3].
- Медаль Памяти 13 января (за освещение Вильнюсских событий 11-13.01.1991)[1]
- Юбилейная медаль «25 лет независимости Украины»[4]